# 東京ソワール
株式会社東京ソワール（とうきょうソワール）は、東京都中央区銀座に本社を置くアパレルメーカー。東証スタンダードに上場している。

## 事業
フォーマルウェアを中心とした婦人衣料の製造を行う。百貨店や総合スーパーのほか、SC、通信販売や日本国外での事業拡大を図っている。

## 沿革
- 1954年 - 児島絹子により、東京都世田谷区に「ソワール洋装店」創業。
- 1969年1月 - 資本金二百万円にて、株式会社東京ソワール設立。
- 1978年12月 - 本社を東京都港区南青山に移転。
- 1986年8月 - 株式を店頭公開。
- 1988年8月 - 東証2部上場
- 2013年3月 - 村越眞二代表取締役就任、萩原富雄は取締役会長に就任[2]。
- 2022年8月 - 本社を東京都中央区銀座のG-7ビルディングに移転。